# Laura Didier Gambardella
Laura Didier Gambardella (Santiago de Chile, 9 de julio de 1928-Milán, 8 de enero de 2017) fue una mezzosoprano chilena.

## Biografía
Laura Didier se formó con Emma Wachter y Margarita Salvi. Su primer concierto tuvo lugar en el Teatro Municipal de Santiago en 1946, con El amor brujo del compositor español Manuel de Falla. Durante un tiempo viajó por Sudamérica ofreciendo algunos conciertos en Argentina y Uruguay, debutando en la ópera en 1947 con el papel de Azucena en Il trovatore de Giuseppe Verdi. A partir de ese momento su carrera en la ópera se fue consolidando en papeles como Ameris en Aida o Fidalma en El matrimonio secreto de Domenico Cimarosa. En este tiempo, hasta 1953, recorre teatros de ópera de América del Sur, apoyada por el director de orquesta, Tullio Serafin, o Ramón Vinay, quien en 1953 prepara su viaje a Italia.
El mismo verano de 1953, instalada en Italia y casada con el industrial, Gabriele Gambardella, debutó en el Teatro de la Ópera de Roma como Amneris en Aida, papel que interpretó durante casi dos décadas. En 1962 lo hizo en la Scala de Milán con Rigoletto y amplió su repertorio con obras de Vivaldi, Pietro Mascagni o Manuel de Falla. Actuó en toda Europa (España, Francia, Portugal, ...), regresó a América en varias ocasiones y trabajó con grandes figuras de la ópera como Luciano Pavarotti. Se estableció definitivamente en Italia después del 2000, hasta su fallecimiento en Milán en 2017, en la casa de verano de Giuseppe Verdi donde había residido desde 2009.